# 1912年ロシア帝国サッカー選手権

1912年ロシア帝国サッカー選手権 (Чемпионат Российской империи по футболу 1912)は、ロシア帝国において開催された最初の全国規模のサッカー大会である。全ロシアサッカー連合 (Всероссийского футбольного союза)によって開催された都市代表チームによるトーナメント戦であり、クラブチームによる大会ではなかった。この1912年は同サッカー連合がロシア帝国のサッカー統括団体としてFIFAに加盟した年でもあり、大都市を中心にサッカー人気が盛り上がってきていた。当初は8チームの出場が予定されていたが、セヴァストーポリ、ニコラエフ、ユザフカの代表チームが出場しなかったために、5チームで行われた。サンクトペテルブルク代表が優勝した。

なお、日付は21世紀現在ロシア連邦や日本で使われているグレゴリオ暦を先に表示し、その後のカッコ内に当時ロシア帝国で正式使用されていたユリウス暦の日付を表示する。

## 組み合わせ
|  | 準々決勝 | 準々決勝 | 準々決勝 |  |  | 準決勝       | 準決勝       | 準決勝       |       |          | 決勝     | 決勝  | 決勝 |
|  |          |          |          |  |  |              |              |              |       |          |          |       |      |
|  | ハリコフ | ハリコフ | w/o      |  |  |              |              |              |       |          |          |       |      |
|  | オデッサ | オデッサ |          |  |  | ハリコフ     | ハリコフ     | 1            |       |          |          |       |      |
|  |          |          |          |  |  | モスクワ     | モスクワ     | 6            |       |          |          |       |      |
|  |          |          |          |  |  |              |              |              |       | モスクワ | モスクワ | 2 (1) |      |
|  |          |          |          |  |  |              | ペテルブルク | ペテルブルク | 2 (4) |          |          |       |      |
|  |          |          |          |  |  | ペテルブルク | ペテルブルク | w/o          |       |          |          |       |      |
|  |          |          |          |  |  | キエフ       |              |              |       |          |          |       |      |
|  |          |          |          |  |  |              |              |              |       |          |          |       |      |
|  |          |          |          |  |  |              |              |              |       |          |          |       |      |
|  |          |          |          |  |  |              |              |              |       |          |          |       |      |

## 試合
オデッサ代表チームは自分たちの最初のゲームが10月13日 (9月30日)と思い込んでいたが、ハリコフ代表チームと準々決勝を戦うよう命じられた。9月27日 (14日)までに開催地ハリコフに到着しなければならなかったが、しかし会場に彼らの姿はなくハリコフ代表が不戦勝した。ちなみに1912年当時、ウクライナにはまだ記録として残るようなサッカーの大会はまだなかったとされる。もっとも古い記録は1914年で、このロシア帝国選手権の2年後である。

### 準々決勝
| 準々決勝 1912年9月27日 (14日) | ハリコフ | 中止 | オデッサ |  |  |
|                               |          |      |          |  |  |

### 準決勝
準決勝も1試合中止になった。サンクトペテルブルク代表が不戦勝で決勝に進出した。
| 準決勝 | サンクトペテルブルク | 中止 | キエフ |  |  |
|        |                      |      |        |  |  |

| 1912年9月29日 (16日) | ハリコフ | 1-4 | モスクワ                                       | ハリコフ                                                  |  |
|                      | ?        |     | ニューマン · マニン · アキモフ · (pen.) ラーン | 競技場: プローシャトカ・ゲリフェリフ・サデ 観客数: 3000人 |  |

### 決勝戦

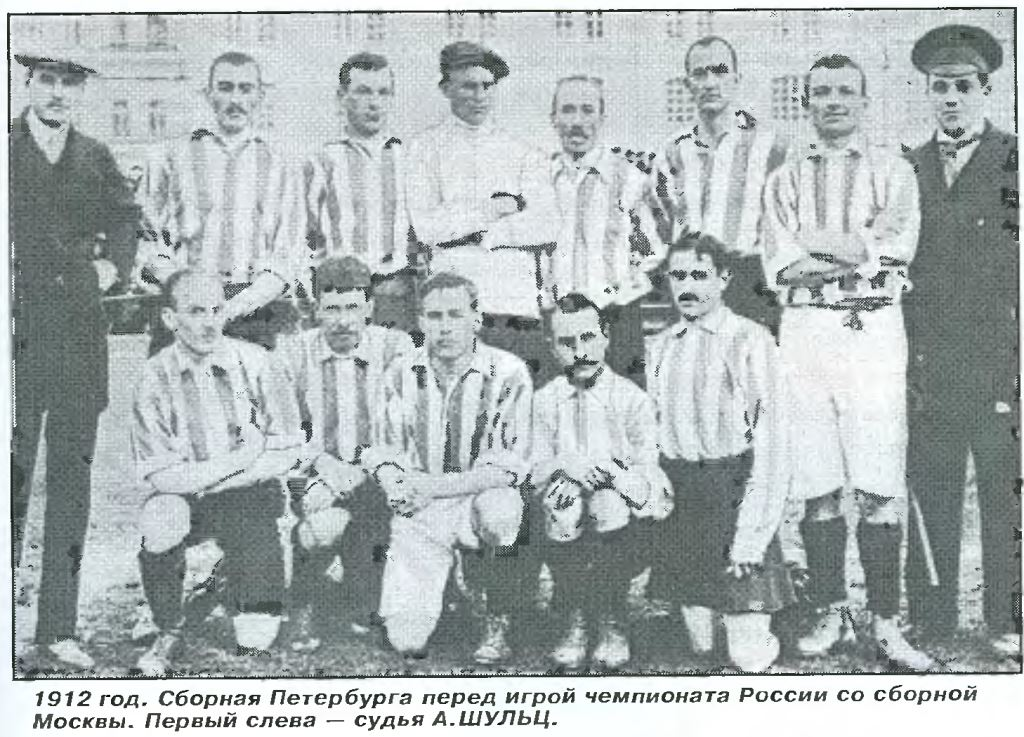
試合後のサンクトペテルブルク代表チームの選手たち

決勝戦はロシアの2大都市代表同士の対戦となった。ちなみにサンクトペテルブルクのリーグ戦は1901年に、モスクワのリーグは1910年にすでに発足していた。延長戦まで戦った末に、モスクワ対サンクトペテルブルクの決勝は2－2の引き分けとなった。夕方になり視界も悪くなったので、後日再試合を行うことになった。モスクワ側には7人、サンクトペテルブルク側には3人のイギリス人プレイヤーが出場していた。
| 決勝戦 1912年10月6日 (9月23日) 日曜日 | モスクワ                      | 2－2 | サンクトペテルブルク            | モスクワ                                                                                         |  |
|                                       | マニン 45分 · ニューマン 52分 |      | 35分 スヴォロフ · 75分 エゴロフ | 競技場: スポルト・プローシャトカ・ZKS 観客数: 3000人 主審: A・N・シュリツ (サンクトペテルブルク) |  |

2週間後の日曜日に再試合が行われ、サンクトペテルブルクが大勝した。観客の要望でフィールドが拡張された。また、モスクワ側のイギリス人プレイヤーが8人に増えていた。

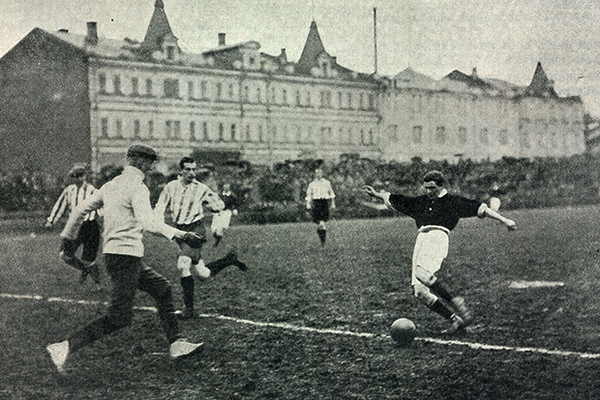
決勝戦の試合中の写真

| 決勝戦再試合 1912年10月20日 (7日) 日曜日 | モスクワ    | 1-4 | サンクトペテルブルク                                                    | モスクワ                                             |  |
|                                          | ラーン 15分 |     | 6分 モンロー · 59分 ブトゥソフ · 77分 ブトゥソフ · 82分 (pen.) ソコロフ | 競技場: スポルト・プローシャトカ・ZKS 観客数: 4000人 |  |